# Henryk Okarma
Henryk Okarma (geboren am 12. November 1959 in Nysa) ist ein polnischer Biologe, Professor für Biowissenschaften. Seine Hauptfachgebiete sind Forschungen über räuberische Säugetiere, vor allem Wolf, Luchs, Wildkatze, invasive gebietsfremde Arten und Forschung über Jagdbiologie. Er ist akademischer Lehrer an der Jagiellonen-Universität, langjähriger Direktor des Instituts für Naturschutz der Polnischen Akademie der Wissenschaften und korrespondierendes Mitglied der Polnischen Akademie der Wissenschaften.

## Leben und Wirken
Er wurde in Nysa geboren und verbrachte seine Kindheit und Jugend in Nowy Sącz, wo er seine Hochschulreife erwarb. 1983 schloss er sein Studium an der Jagiellonen-Universität in Krakau ab. Dort absolvierte er sein Doktoratsstudium, das 1989 mit einem Doktortitel in Biologie - Tierökologie endete. In den Jahren 1989–1996 arbeitete er in der Abteilung für Säugetierforschung der Polnischen Akademie der Wissenschaften in Białowieża. Im Jahr 1996 habilitierte er sich an der Fakultät für Forstwirtschaft der Universität Warschau im Fach Waldökologie auf dem Gebiet der Forstwissenschaften. Seit 1997 war er am Institut für Naturschutz der Polnischen Akademie der Wissenschaften in Krakau tätig, bis 2003 als außerordentlicher Professor. Im Jahr 2003 erhielt er den Titel eines Professors der Biowissenschaften. Im Naturschutz-Institut der Polnischen Akademie der Wissenschaften leitet er ein Team für die Ökologie der Großraubtiere und war von 2002 bis 2018 Direktor des Instituts. Seit 2004 arbeitet er auch in der Abteilung für Jagdforschung des Instituts für Umweltwissenschaften der Jagiellonen-Universität in Krakau.
Im Jahr 2013 wurde er zum korrespondierenden Mitglied der Polnischen Akademie der Wissenschaften gewählt. Er ist Mitglied des Kuratoriums der Fakultät II für Bio- und Agrarwissenschaften der PAN.
Okarma spricht englisch, dadurch konnte Sven Herzog in Koautorenschaft mit Okarma das "Handbuch Wolf" in deutscher Sprache verfassen, in dem effektive Formen des Wolfsmanagements vorgestellt und wissenschaftlich begründet werden. Im November 2020 sprach Okarma bei einer Konferenz im Europäischen Parlament und äußerte sich zur nicht mehr zeitgemäßen Bewertung des Erhaltungszustands der Wolfspopulation.

## Publikationen
- Henryk Okarma: Wilk – monografia przyrodniczo-łowiecka. Białowieża 1992
- Henryk Okarma: Wilk. Wydawnictwo Lubuskiego Klubu Przyrodników, Świebodzin 1997
- Henryk Okarma: Der Wolf. Ökologie, Verhalten, Schutz. Parey Buchverlag, Berlin 1997
- P. Brzuski, Henryk Okarma: Wilk na terenach zachodniej Polski (The wolf in the area of western Poland). Polski Związek Łowiecki, Warszawa 1997
- Henryk Okarma, Wlodzimierz Jedrzejewski, Bogumiła Jędrzejewska, Sabina Nowak: Strategia ochrony i gospodarowania populaja wilka w Polsce. Krakau 1998[8]
- Henryk Okarma: Le Loup en Europe. Grands Espaces, Orleans 1998
- Henryk Okarma: Ryś. Oficyna Edytorska "Wydawnictwo Świat", Warszawa 2000
- Henryk Okarma: De Wolf. Uitgeverij de Kei, Amersfoort, The Netherland 2000
- Henryk Okarma: Canis lupus Linne, 1758. Wilk. In: Z. Głowaciński (Hrsg.): Polnisches Rotes Buch der Tiere, Wirbeltiere. DWRiL 2001
- M. Wolsan, Henryk Okarma: Felis silvestris Schreber, 1775. Żbik. In: Z. Głowaciński (Hrsg.): Polnisches Rotes Buch der Tiere, Wirbeltiere. DWRiL 2001
- M. Wolsan, Henryk Okarma: Lynx (Felis) lynx (Linne, 1758). Ryś. In: Z. Głowaciński (Hrsg.): Polnisches Rotes Buch der Tiere, Wirbeltiere. DWRiL 2001
- Henryk Okarma, D. Langwald: Der Wolf. Parey Buchverlag, Berlin 2002
- Henryk Okarma, A. Tomek: Łowiectwo. Wydawnictwo H2O, Kraków 2008
- Henryk Okarma, K. Schmidt: Ryś. Wydawnictwo H2O, Kraków 2013
- Henryk Okarma: Wilk. Wydawnictwo H2O, Kraków 2015
- Henryk Okarma, Sven Herzog: Handbuch Wolf. Kosmos-Verlag, Stuttgart 2019.